# Panos Terlemezjan
Panos Terlemezjan (Armeens: Փանոս Թերլեմեզյան) (Van, 3 maart 1865 - Jerevan, 30 april 1941) was een Armeens landschapsschilder en tekenaar. Hij leverde een belangrijke bijdrage aan de Armeense beeldende kunst. Zijn werk valt binnen het realisme met impressionistische invloeden; tegenwoordig wordt hij vooral gezien als een klassiek schilder. Vanwege zijn onafhankelijkheidsstreven voor Armenië kwam hij tijdens zijn jeugd verschillende malen vast te zitten.

## Biografie
Terlemezjan trok al op jonge leeftijd liftend door zijn land, waarvan hij schetsen, tekeningen en schilderijen maakte. Sommige vroege werken van hem dateren uit 1877 toen hij nog maar twaalf jaar oud was. Van 1895 tot 1897 studeerde hij in Sint-Petersburg en daarna tot 1899 in Estland. Vervolgens studeerde hij tot 1904 aan de Académie Julian in Parijs en kreeg daar les van Jean-Paul Laurens en Jean-Joseph Benjamin-Constant. Tijdens een expositie van zijn aquarellen en olieverfschilderijen won hij hier een eerste prijs. Voor hij naar zijn land terugkeerde, reisde en werkte hij nog in Frankrijk, Italië, Duitsland en Constantinopel.
Hij had een sterk geloof in vrijheid en in de onafhankelijkheid van Armenië. In zijn jonge jaren kwam hij verschillende malen vast te zitten vanwege zijn patriottisme, onafhankelijkheidsidealen en als leider tijdens de zelfverdedigingsgevechten in zijn geboorteplaats. In 1915 was hij een van de organisatoren om Van te verdedigen en samen met Armenak Yekarian vermoordde hij Nouri, de plaatselijke politiecommandant en Armenofoob. Terlemezjan had een vooraanstaande rol in de vrijheidsbeweging en maakte deel uit van de 'tijdelijke militaire regering'.
Vanaf 1915 was hij twee jaar lang voorzitter van de Armeense kunstenaarsbond in Tbilisi, die hij samen met onder meer Vrtanes Achikjan, Garegin Levonjan, Martiros Sarjan, Vardges Soerenjants en Jegisje Tadevosjan had opgericht. Vervolgens maakte hij vanaf 1919 opnieuw uitgebreide reizen door Armenië, Turkije en Europa en bracht hij een groot aantal landschapschilderijen, portretten, zeeschilderijen en genrestukken voort. Vanaf ongeveer 1926/28 leefde hij de rest van zijn leven in de Armeense Sovjetrepubliek. Van 1932 tot 1940 schilderde hij vooral in de omgeving van Jerevan en Sevan. Hij overleed op 76-jarige leeftijd en werd begraven in het pantheon van Komitas in Jerevan. In deze stad werd later de kunstschool naar hem vernoemd.

## Galerij

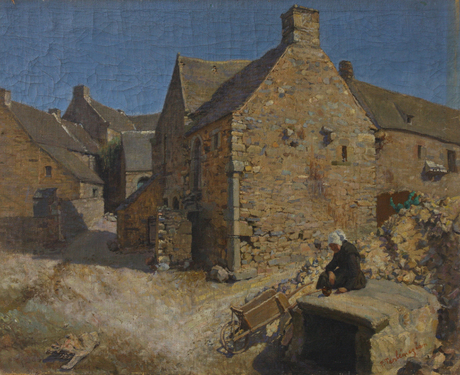
Vrouw bij de bron, 1900
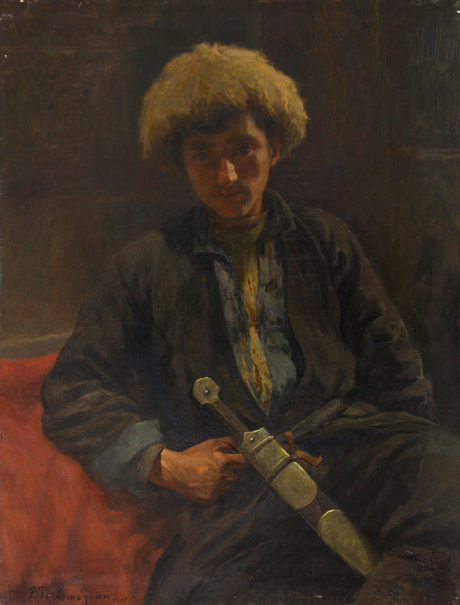
Herder uit Lori, 1905
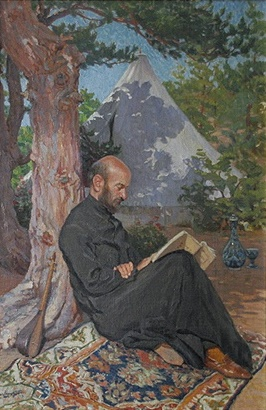
Komitas Vardapet, 1913

- Gemeinsame Normdatei: 1069039705
- International Standard Name Identifier: 0000 0003 9261 9240
- Library of Congress Control Number: n2001046953
- Nederlandse Thesaurus van Auteursnamen: 181437384
- Virtual International Authority File: 41186101
- WorldCat: E39PBJfrGyYGyfDMyXK8mtdPcP